# Simulium afronuri
Simulium afronuri es una especie de insecto del género Simulium, familia Simuliidae, orden Diptera.
Fue descrita científicamente por Lewis & Disney en 1970.